# 塞赖姆莱
塞赖姆莱，是匈牙利南部巴奇-基什孔州所辖的一个村，总面积34.64平方公里，总人口1578，人口密度46人/平方公里（2002年）。地理坐标为46.1500°N 18.8833°E。